# Stremma
O stremma (pl. stremmata; em grego:  στρέμμα, strémma) é uma unidade de área Grega, atualmente igual a precisamente 1 000 m2. Também é conhecida como o stremma real para distinguí-lo de formas anteriores da unidade.

## História
O equivalente grego antigo era o plethron quadrado, que serviu como a forma grega do acre. Foi originalmente definida como a distância arada por uma manada de touros em um dia, mas padronizada nominalmente como a área fechada em um quadrado de 100 pés gregos (pous) por lado. Essa área também foi usada como o tamanho de uma área de luta de pále.
O stremma Bizantino ou moreano continuou a variar dependendo do período e da qualidade da terra, mas usualmente fechava uma área entre 900–1 900 m2 (9 700–20 000 sq ft). Era originalmente também conhecido como "plethron", mas isso foi eventualmente substituído por "stremma", derivado do verbo para "virar" o solo com a aragem simples bizantina.
O stremma velho, turco, or Otomano é o nome grego (e ocasionalmente inglês) para o "dunam", que provavelmente derivou da unidade bizantina. Novamente, isso variava por região: The Dictionary of Modern Greek dá um valor de 1 270 m2 (14 000 sq ft), mas Costas Lapavitsas usava o valor de 1 600 m2 para a região de Naousa no começo do século XX.

## Conversões
Um stremma moderno é equivalente a:
Métrico
- 1 000 metros quadrados
- 10 ares
- 1 decare
- 0,1 hectare
- 0,001 quilômetros quadrados

Imperial
- 10 763,9 pés quadrados
- 0,24710538 acres
- 0,24710439 acre da pesquisa americana (1 acre ≈ 4,047 stremmata)
- 0,000386102 milhas quadradas